# Escudo

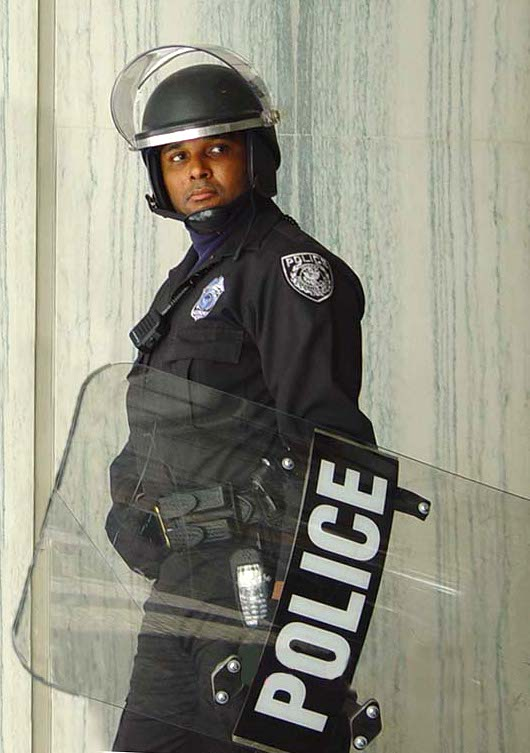
Oficial de policía con escudo transparente de policarbonato.

Un escudo es el arma defensiva activa más antigua utilizada para protegerse de las armas ofensivas y para un ataque. Se conoce al menos desde la época sumeria (III milenio a. C., en Mesopotamia) y será utilizado en Occidente hasta el siglo XVII, cuando las armas de fuego individuales se generalizaron, quedando así obsoleto. Comúnmente se embraza en el brazo izquierdo y ayuda a cubrir el cuerpo de los embates sin impedir la utilización del brazo derecho para contraatacar. El escudo ha sido usado por casi todas las culturas humanas para la defensa en la lucha, tanto a distancia como cuerpo a cuerpo, por su versatilidad para cubrir al luchador de las agresiones con armas arrojadas o blandidas.
Conoció grandes modificaciones tanto en los materiales como en su forma, ya sea a través de los tiempos o por regiones geográficas, adaptándose a los cambios tecnológicos o tácticas para asegurar la máxima protección a los combatientes. Cada vez que una nueva arma de potencial letal más importante era introducida, el escudo se espesaba o la calidad de sus materiales crecía, hasta que la pólvora, que lanzaba proyectiles perforantes a gran distancia, convirtieron su uso inútil en el campo de batalla. En numerosas regiones del globo donde el sistema tribal aún persiste (Oceanía, África, etc.), los escudos eran utilizados a comienzos del siglo XX.
A partir del siglo XX, el escudo reencuentra una utilización en el seno de numerosas fuerzas de policía en la lucha antidisturbios, en la que sirve de protección contra los lanzamientos, y también como apoyo para rechazar a los manifestantes (llevado habitualmente por los policías en primera línea). Está realizado con material plástico, en general transparente, a fin de permitir la visión y simultáneamente la protección de la cara.
Otra versión moderna es usada también por fuerzas especiales o de élite particularmente para asedio y control de situaciones de toma de rehenes. Generalmente están realizados en acero reforzado y cerámica.

## Prehistoria

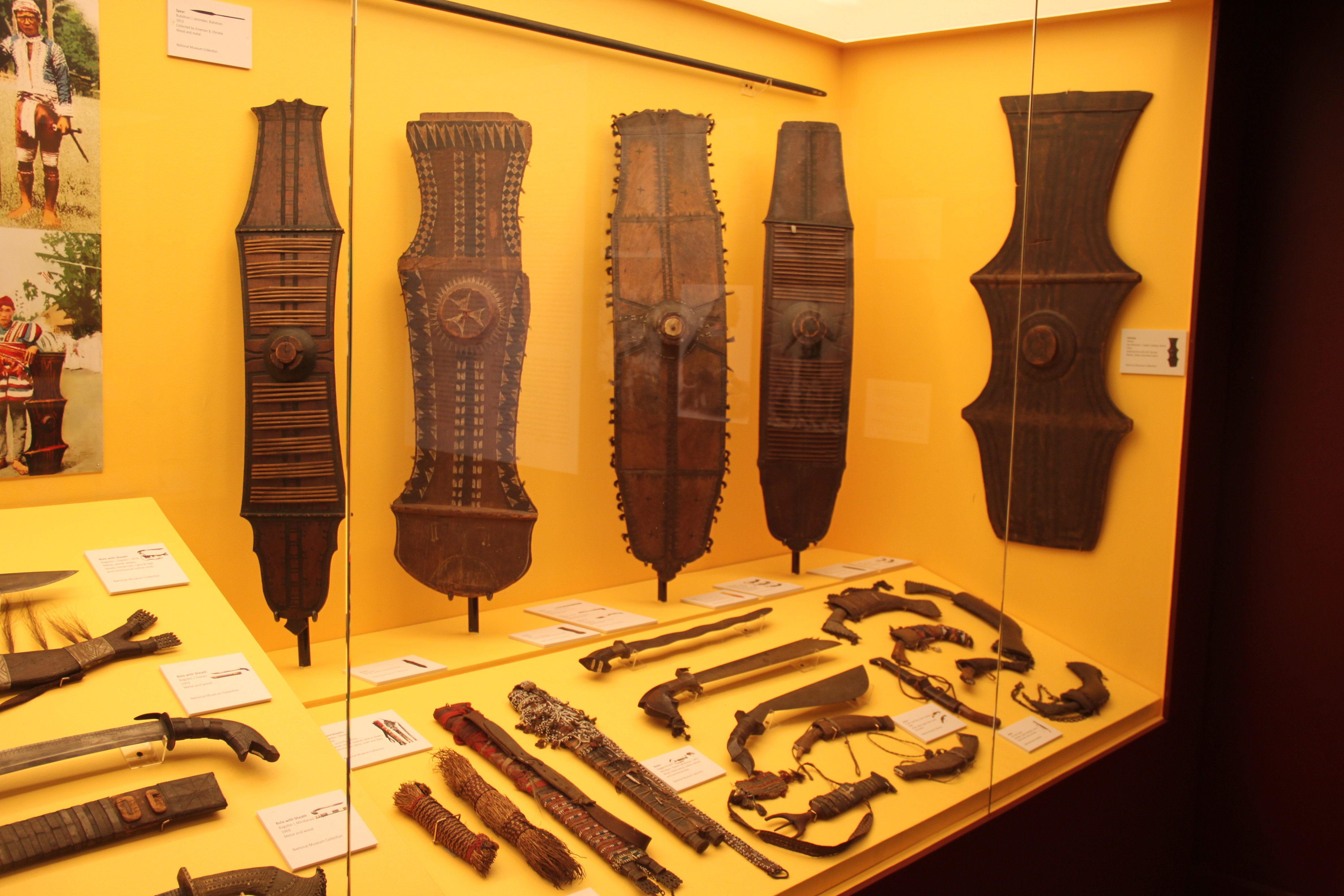
Escudos elaborados y sofisticados de las Filipinas.

La forma más antigua de escudo era un dispositivo de protección diseñado para bloquear ataques de armas de mano, como espadas, hachas y mazas, o armas a distancia como hondas y flechas. Los escudos han variado mucho en su fabricación a lo largo del tiempo y el lugar. A veces, los escudos estaban hechos de metal, pero la construcción de madera o piel de animal era mucho más común; mimbre e incluso se han utilizado caparazones de tortuga. Muchos ejemplos sobrevivientes de escudos de metal generalmente se consideran ceremoniales en lugar de prácticos, por ejemplo, los escudos tipo Yetholm de la Edad del Bronce, o el Escudo de Battersea de la Edad del Hierro.

## Historia

### Variedad y evolución de materiales

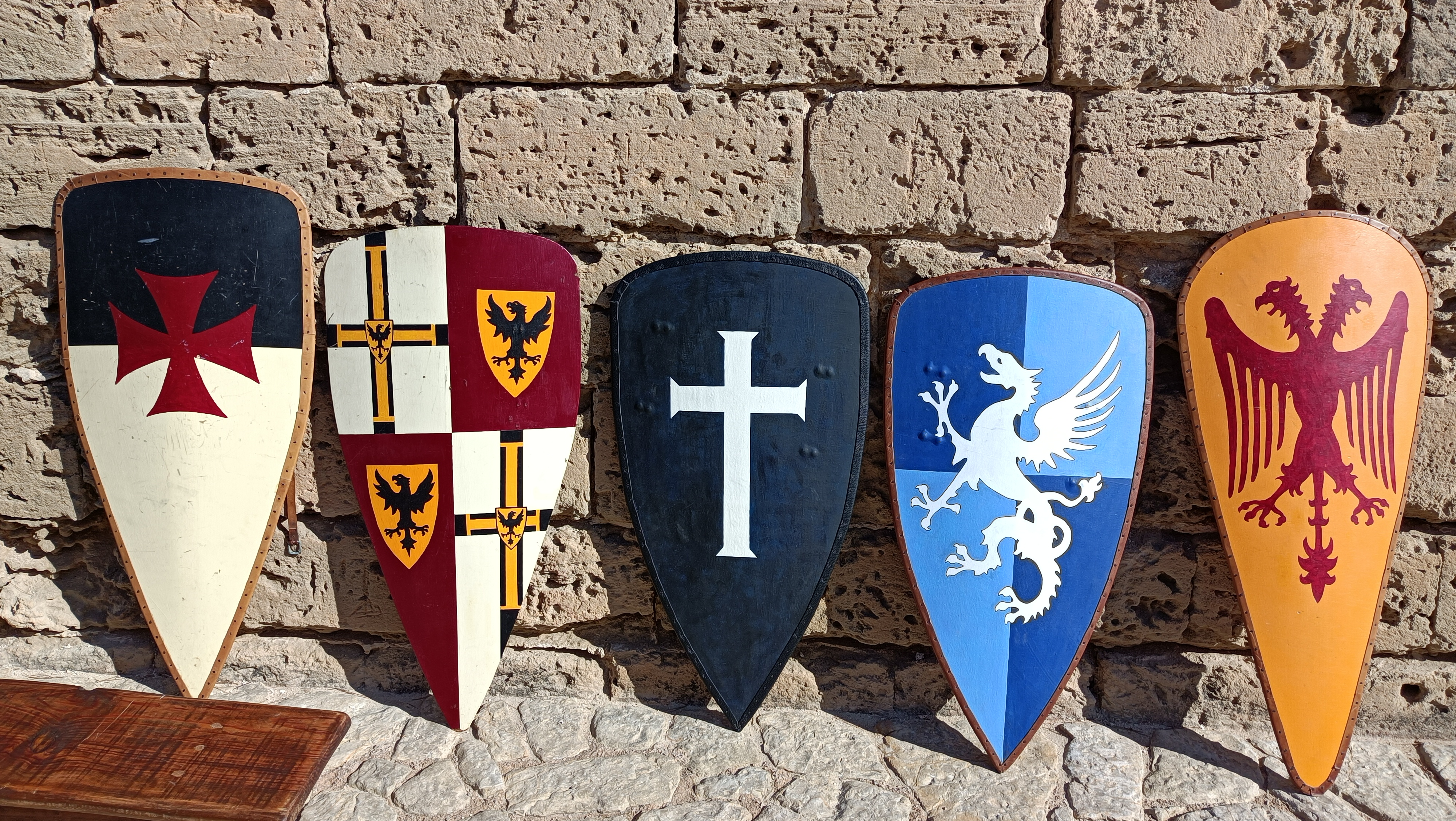
Réplicas de escudos medievales en el Museo de San Carlos, en Mallorca.

Cualquier objeto que permite oponer al adversario una superficie detrás de la cual se encuentra protección, puede ser llamada escudo con toda propiedad, y a veces era de «fortuna», asegurando un protección mínima con un coste mínimo. Así, las milicias helvecias disponían en los primeros tiempos de simples hatillos de paja.
La madera prevaleció, como armazón, durante toda la Historia para su confección. Podía ser fabricado de diferentes maneras según la clase de protección del combatiente, de un simple trenzado de mimbre, ligero y resistente a la perforación como en la pelta tracia o como en numerosos modelos africanos, con una estructura gruesa de piezas formadas y unidas, como el aspis koile del hoplita; o bien podía estar hecho de una única pieza de madera esculpida como en Oceanía. En los equipamientos de los ejércitos organizados estaba recubierto, al menos, en su cara externa, de un segundo material que le confería una mejor resistencia a la penetración y le permitía guardar su integridad durante los golpes: 
- Cuero: uno de los más antiguos materiales utilizadas para esta arma, atestiguado desde la época sumeria. Este material cuando se es tensado sobre un soporte y secado, finalmente hervido, adquiere una muy buena resistencia a la penetración de las flechas o lanzas, suele superponerse varias capas para proporcionar un «blindaje», siendo más eficaz que una capa gruesa y unida de una misma materia.
- Lino: material que sustituye al cuero, ofrece también muy buena resistencia después de haber sido macerado en un cocción de vinagre y sal; era ya utilizado en la Antigua Grecia.
- Cobre: utilizado por los sumerios, se ponía en la cara externa en discos espaciados, destinados al reforzamiento del escudo. Su desventaja es la maleabilidad del metal.
- Bronce: excelente alternativa al cobre, más resistente, ofrecía mejor protección; se generalizó en toda clase de armamento, particularmente en el de los griegos, que lo emplearon en todo su equipamiento (panoplia), incluso después del advenimiento del hierro. Recubría toda la superficie exterior del escudo; se reservaba sobre todo para los de gran tamaño, para los combatientes pesadamente armados como los hoplitas (véase también sistema hoplítico).

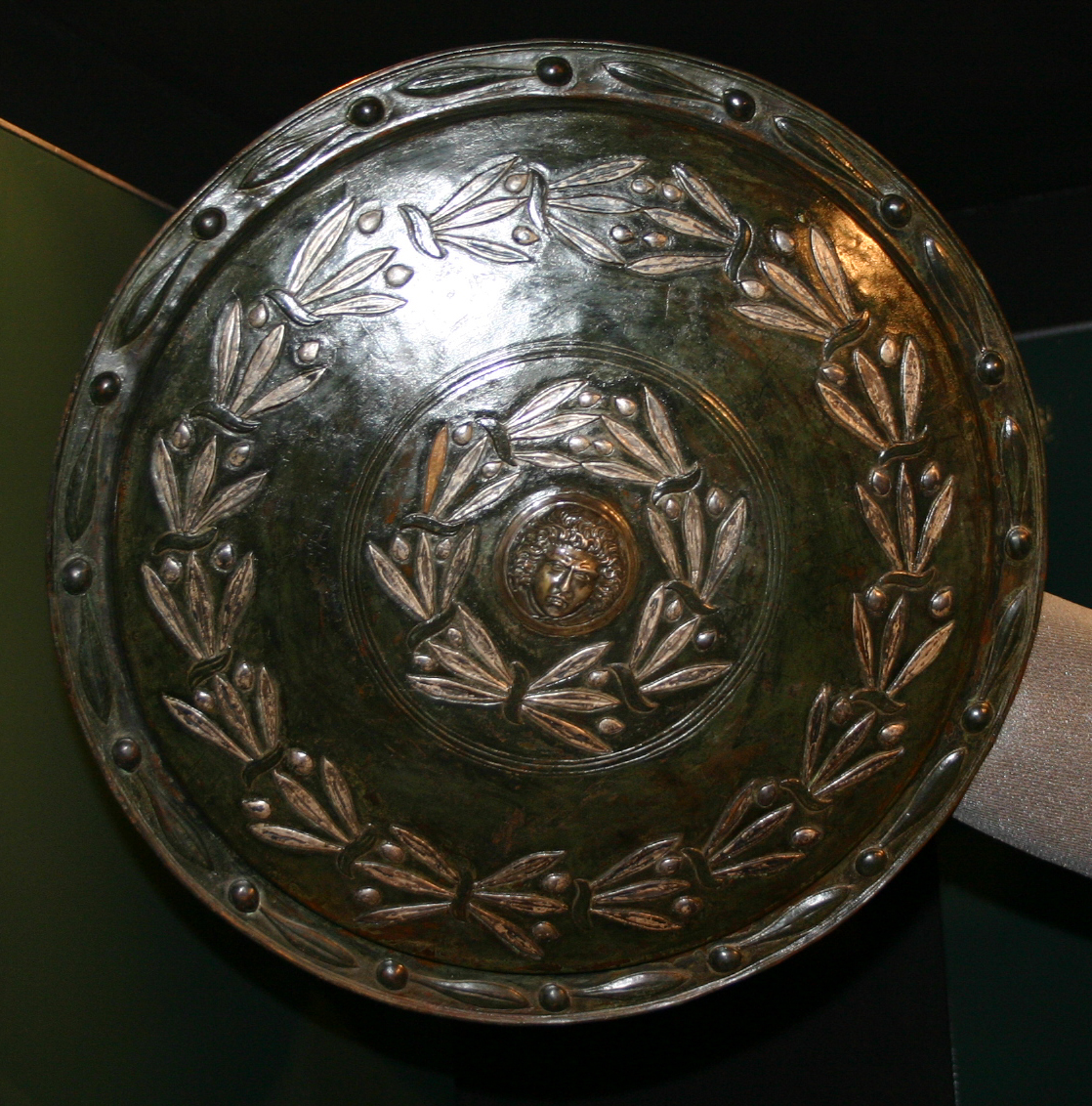
Reproducción de un escudo de gladiador.

En el Imperio bizantino prevaleció el escudo ovalado. En Occidente, y a partir del siglo X, fue bastante común el de forma de almendra, atribuido a los normandos, con la punta inferior aguda para clavarlo en el suelo al hacer alto las tropas. A finales del siglo XIII hasta el siglo XVI tiende a la forma triangular equilátera.
De ordinario, los escudos se recubrían de piel y se pintaban con emblemas o signos particulares que dieron fundamento a los blasones. En el siglo XVI se emplearon rodelas metálicas con relieves e incrustaciones de gran lujo para torneos de gala, mientras que algunas divisiones de tropas de infantería las usaban de hierro o de madera recubierta con piel solo en los sitios de ciudades enemigas, perdiendo luego toda su importancia el escudo defensivo transformado exclusivamente en heráldico.

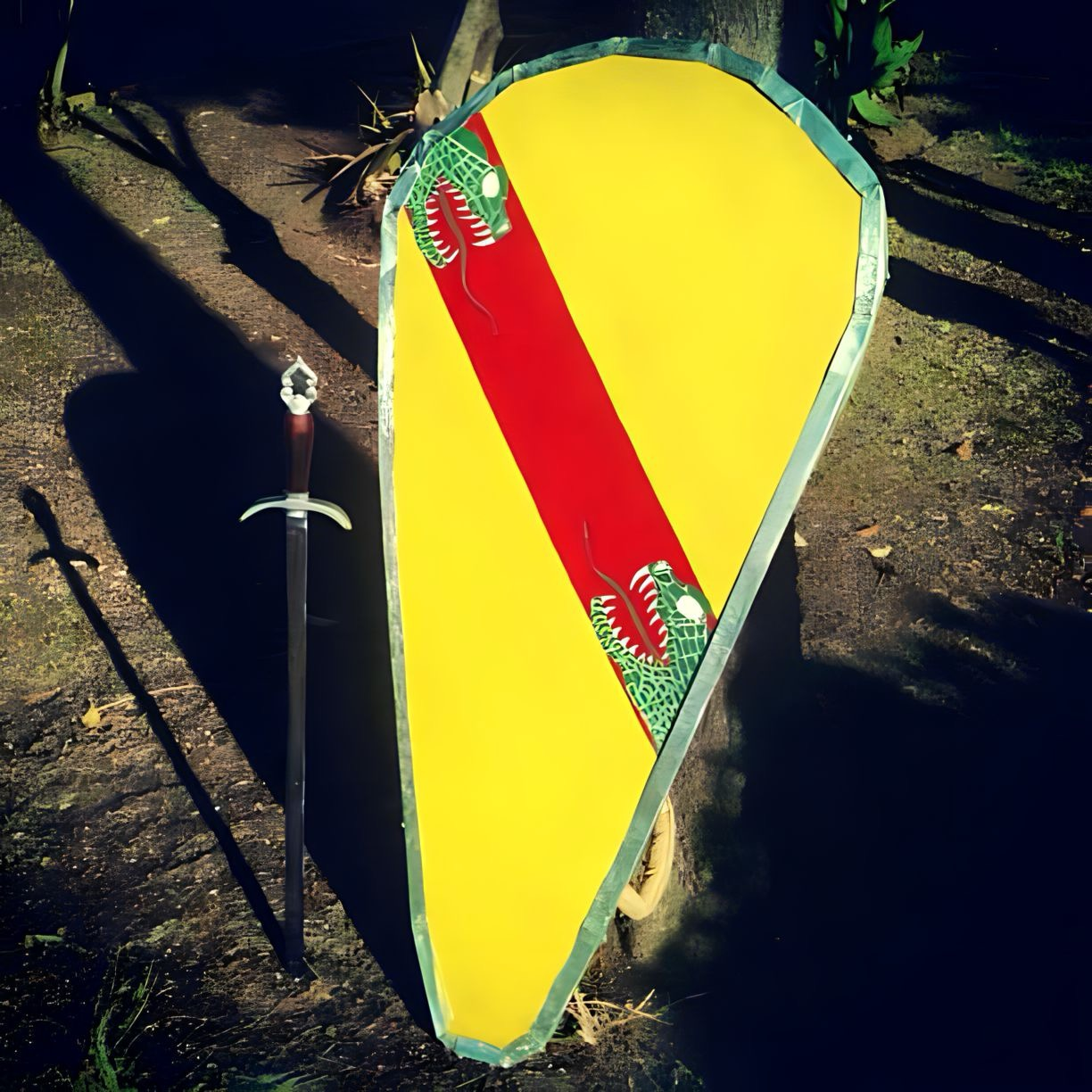
Recreación de un escudo medieval con los blasones de los señores de Omaña.

En la cultura occidental muy especialmente, el escudo ha servido de soporte para elementos identificadores del individuo que lo portaba, con la composición del escudo de armas con sus blasones, dando lugar al arte de la Heráldica.

### Post-clásicos

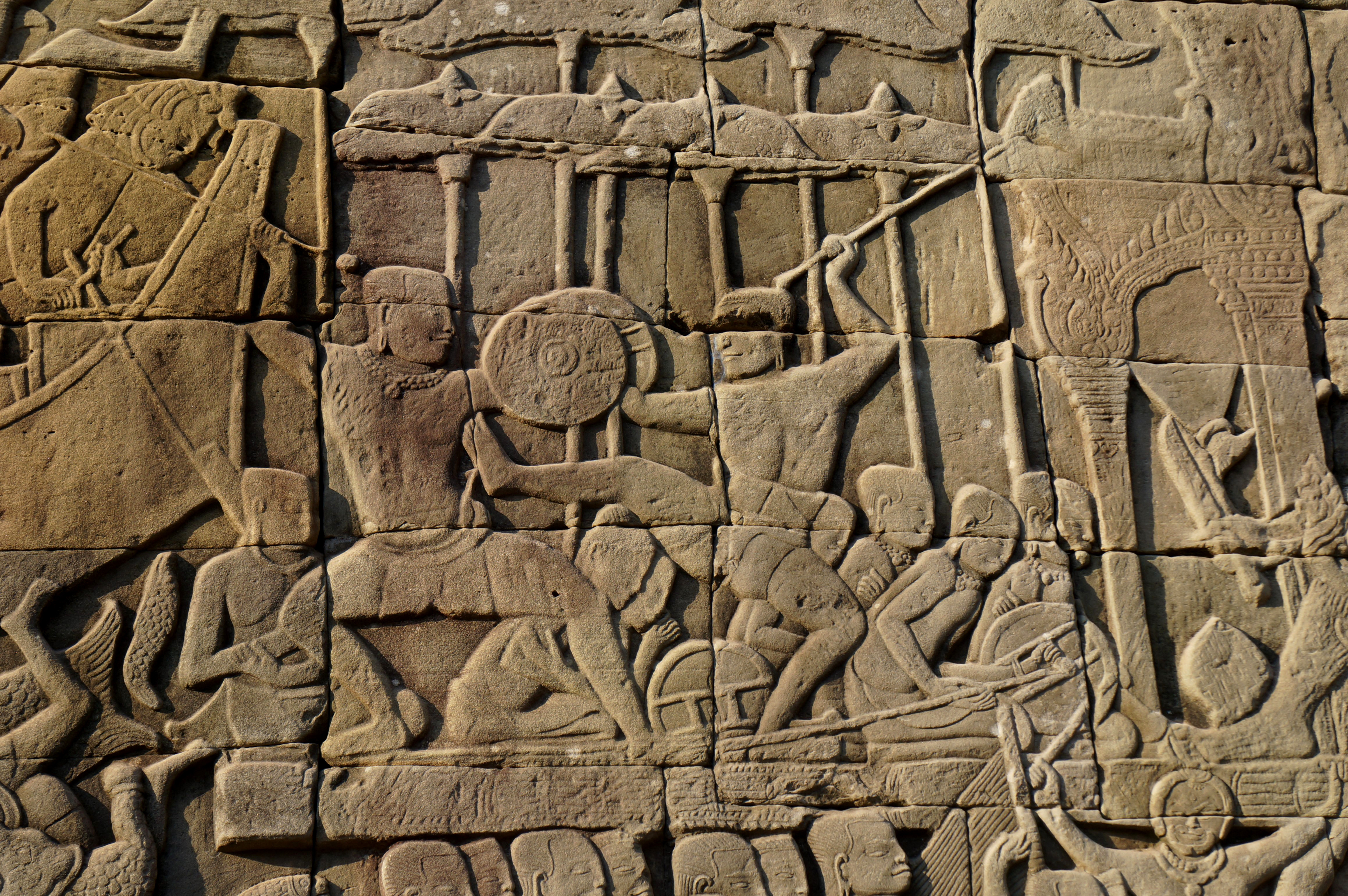
Los soldados del Imperio Khmer usan escudos redondos. Ubicado en el templo Bayon (/).

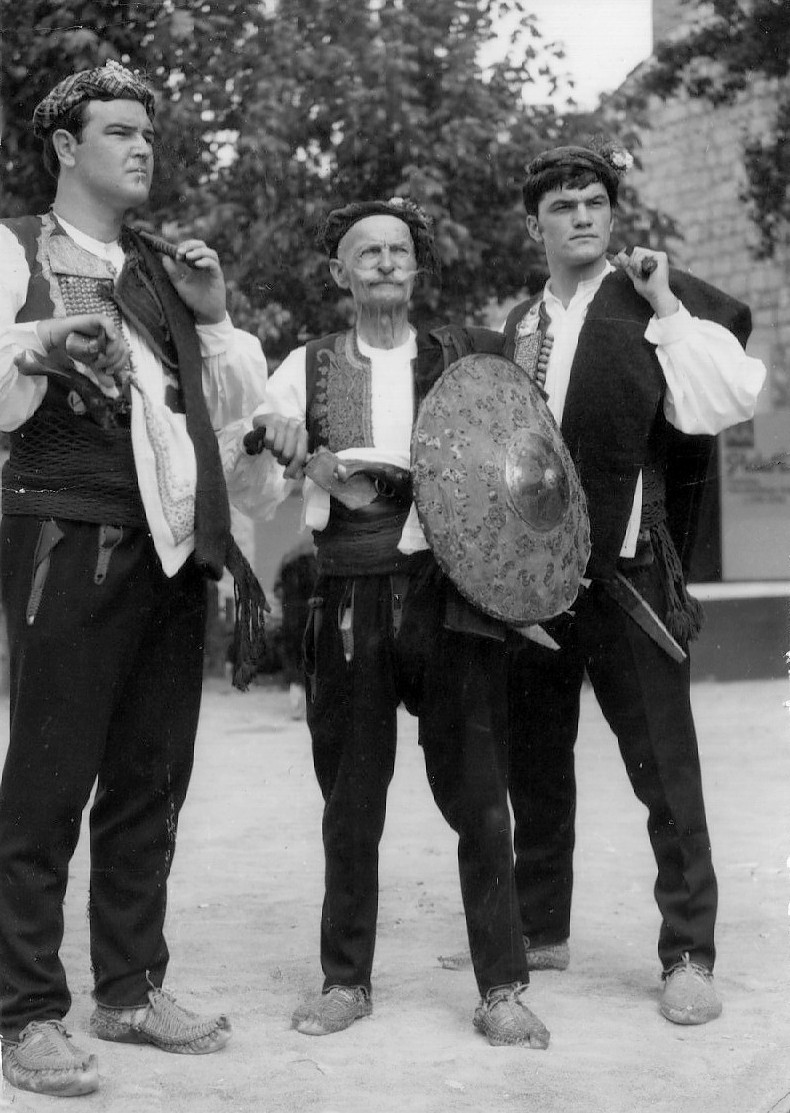
Portador del escudo en el torneo Sinjska alka croata del

Típicos a principios de la Edad Media europea eran los escudos redondos con madera ligera que no se partía como el tilo de hoja pequeña, abeto, aliso, o álamo, generalmente reforzado con una cubierta de cuero en uno o ambos lados y ocasionalmente bordes de metal, rodeando un escudo de metal. Estos escudos ligeros se adaptaban a un estilo de lucha en el que cada golpe entrante se interceptaba con el umbo para desviarlo. Los normandos introdujeron el escudo cometa alrededor del siglo X, que era redondeado en la parte superior y cónico en la parte inferior. Esto le dio cierta protección a las piernas del usuario, sin aumentar demasiado el peso total del escudo. El escudo de la cometa presenta predominantemente enarmes, correas de cuero que se usan para sujetar el escudo con fuerza al brazo. Utilizado por tropas a pie y montadas por igual, gradualmente reemplazó al escudo redondo como la opción común hasta finales del siglo XII, cuando una armadura más eficiente en las extremidades permitió que los escudos se acortaran y fueran reemplazados por completo en el siglo XIV.
A medida que mejoraba la armadura corporal, los escudos de caballeros se hicieron más pequeños, lo que llevó al familiar estilo escudo del calentador. Los escudos estilo cometa y calentador estaban hechos de varias capas de madera laminada, con una suave curva en la sección transversal. El estilo calentador inspiró la forma del escudo heráldico simbólico que todavía se usa hoy. Al final, se desarrollaron formas especializadas como el bouche, que tenía un descanso de lanza cortado en la esquina superior del lado de la lanza, para ayudar a guiarlo en combate o torneo. Los escudos independientes llamados pavises, que estaban apoyados en soportes, fueron utilizados por ballesteros medievales que necesitaban protección mientras recargaban.
Con el tiempo, algunos caballeros a pie con armadura renunciaron por completo a los escudos en favor de la movilidad y las armas a dos manos. Otros caballeros y soldados comunes adoptaron el broquel, dando lugar al término "espadachín". El escudo es un pequeño escudo redondo, por lo general de entre 20 y 40 cm de diámetro. El escudo era uno de los pocos tipos de escudo que generalmente estaban hechos de metal. Pequeño y ligero, el escudo se transportaba fácilmente colgándolo de un cinturón; brindaba poca protección contra las armas explosivas y estaba reservado para el combate cuerpo a cuerpo donde servía tanto para protección como para ofensa. El uso del escudo comenzó en la Edad Media y continuó hasta bien entrado el siglo XVI.
En Italia, el targa, parma, y rotella eran usados por gente común, esgrimidores e incluso caballeros. El desarrollo de la armadura de placas hizo que los escudos fueran cada vez menos comunes, ya que eliminó la necesidad de un escudo. Las tropas con armadura ligera continuaron usando escudos después de hombres de armas y los caballeros dejaron de usarlos. Los escudos continuaron en uso incluso después de que las armas impulsadas por pólvora los hicieran esencialmente obsoletos en el campo de batalla. En el siglo XVIII, los clanes escoceses utilizaron un objetivo pequeño y redondo que era parcialmente eficaz contra las armas de fuego de la época, aunque podría decirse que se usaba más a menudo contra las bayonetas de la infantería británica y las espadas de caballería en combate cuerpo a cuerpo.
Durante el siglo XIX, las culturas no industriales con poco acceso a las armas todavía usaban escudos de guerra. Los guerreros Zulú llevaban grandes escudos ligeros llamados Ishlangu hechos de una sola piel de buey sostenida por una columna de madera. Esto se usó en combinación con una lanza corta (iklwa) y/o garrote. Otros escudos africanos incluyen Glagwa de Camerún o Nguba del Congo.

### Actualidad
Los escudos actuales pueden cubrir todo el cuerpo de un policía contra el impacto de balas y otros objetos pesados que se les arrojen. Comúnmente son transparentes, y también se utilizan unos parecidos a las rodelas. En algunos países asiáticos, los policías antimotines emplean escudos redondos de fibras vegetales muy resistentes.

#### Escudos de aplicación de la ley

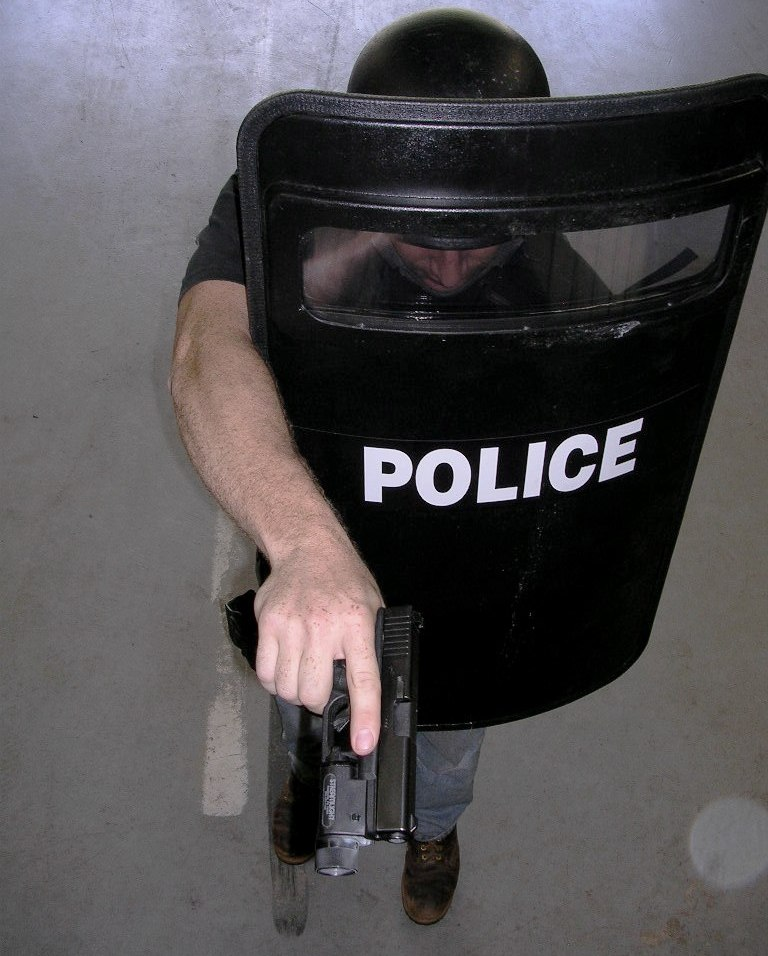
Escudo balístico, NIJ Nivel IIIA

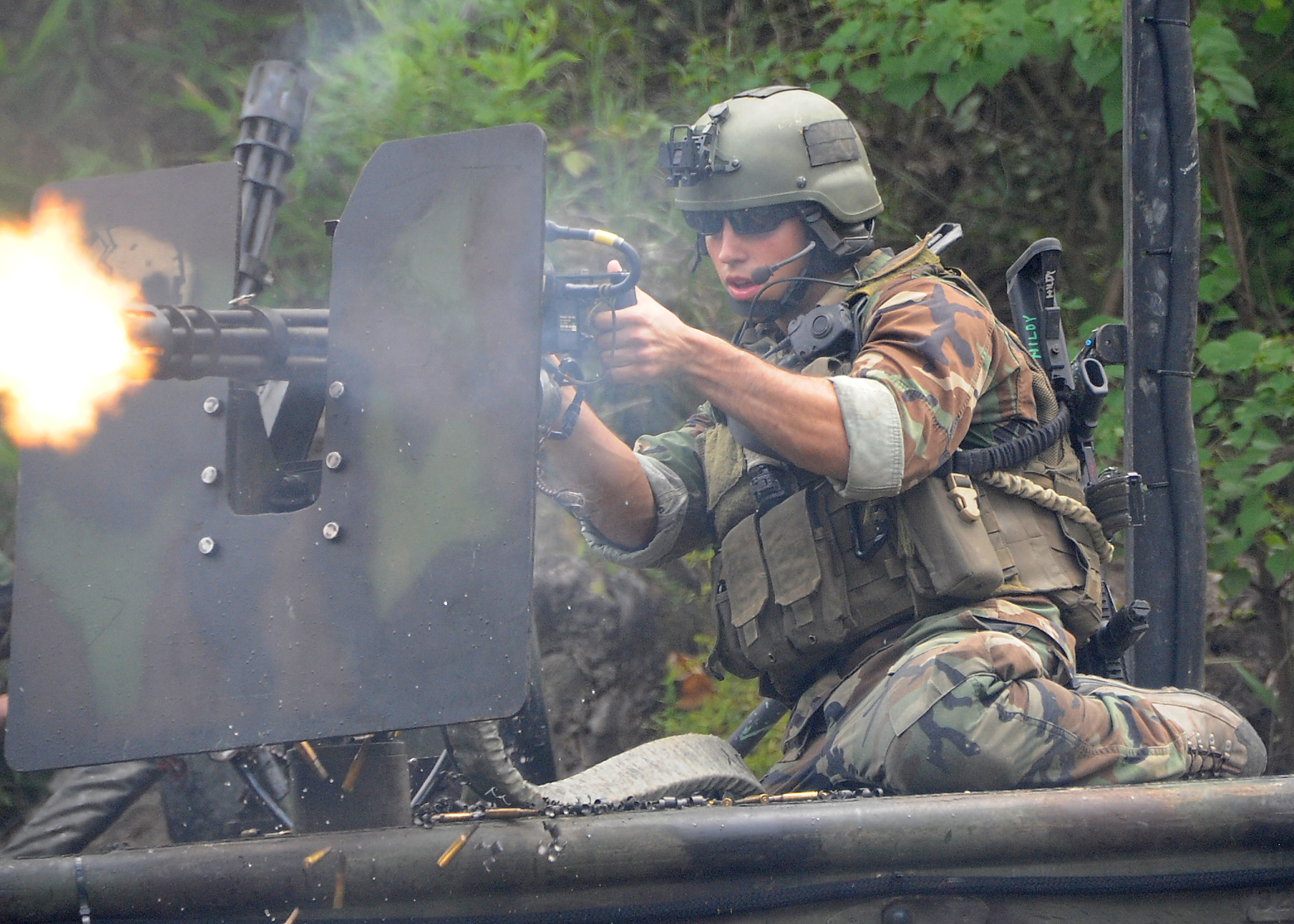
Tripulantes de naves de combate de guerra especial (SWCC) de la Marina de los Estados Unidos disparan una Minigun equipada con escudo

Muchas fuerzas de policía todavía utilizan escudos para protegerse de ataques armados en todo el mundo. Estos escudos modernos generalmente están destinados a dos propósitos ampliamente distintos. El primer tipo, antidisturbios, se usa para control de disturbios y puede estar hecho de metal o polímeros como policarbonato Lexan o Makrolon o boPET Milar. Por lo general, ofrecen protección contra proyectiles relativamente grandes y de baja velocidad, como rocas y botellas, así como contra golpes de puños o garrotes. Los escudos antidisturbios sintéticos normalmente son transparentes, lo que permite el uso completo del escudo sin obstruir la visión. De manera similar, los escudos antidisturbios de metal a menudo tienen una pequeña ventana a la altura de los ojos para este propósito. Estos escudos antidisturbios se usan más comúnmente para bloquear y hacer retroceder a las multitudes cuando los usuarios se paran en un "muro" para bloquear a los manifestantes y para protegerse contra metralla, proyectiles como piedras y ladrillos, cócteles molotov, y durante el combate cuerpo a cuerpo.
El segundo tipo de escudo policial moderno es el escudo balístico resistente a las balas, también llamado escudo táctico. Estos escudos generalmente se fabrican con materiales sintéticos avanzados como Kevlar y están diseñados para ser a prueba de balas, o al menos resistentes a las balas. Hay dos tipos de escudos disponibles:
1. Escudos ligeros de nivel IIIA que detienen pistolas y metralletas.
2. Escudos pesados de nivel III y IV que detienen las balas de los rifles.

Los escudos tácticos a menudo tienen un puerto de disparo para que el oficial que sostiene el escudo pueda disparar un arma mientras está protegido por el escudo, y a menudo tienen un puerto de visualización de vidrio a prueba de balas. Por lo general, los emplean policías especializados, como equipos SWAT en escenarios de entrada y asedio de alto riesgo, como rescate de rehenes y allanamiento de recintos de pandillas, así como en operaciones antiterroristas.
Los escudos de las fuerzas del orden a menudo tienen grandes letreros que dicen "POLICÍA" (o el nombre de una fuerza, como "US MARSHALS") para indicar que el usuario es un agente de la ley.

## Tipos de escudos
Los escudos antiguos son:

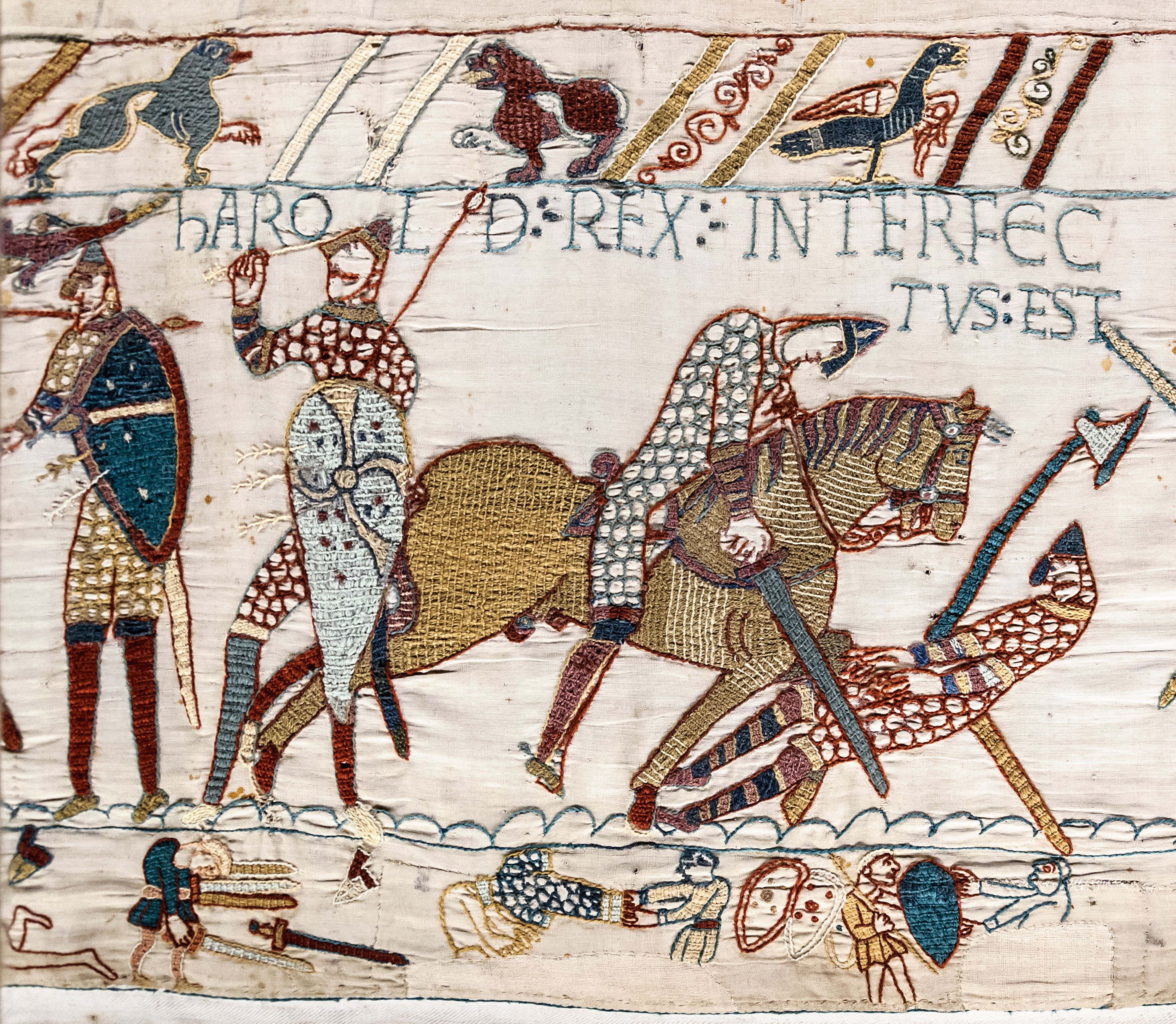
Escudo gota de agua en el Tapiz de Bayeux.

- Adarga: escudo ovalado formado por dos cueros cosidos entre sí.
- Aspis: escudo utilizado por la infantería griega antigua (hoplitas).
- Broquel: escudo pequeño circular de origen asiático, generalmente de cuero con el borde metálico; en la parte posterior contenía una cazoleta en el medio para proteger la mano que lo empuñaba.
- Clípeo: escudo grande usado por los griegos y romanos, de forma originalmente circular.
- Pavés: escudo oblongo que cubría casi todo el cuerpo del combatiente.
- Gota de agua o de lágrima: por su forma de gota alargada que mejoraba la protección de la pierna adelantada.
- Rodela: escudo redondo de metal empleado hasta el siglo XVI en Europa.
- Targe: escudo tradicional de Escocia.
- Tarja: escudo medieval que cubría todo el cuerpo.

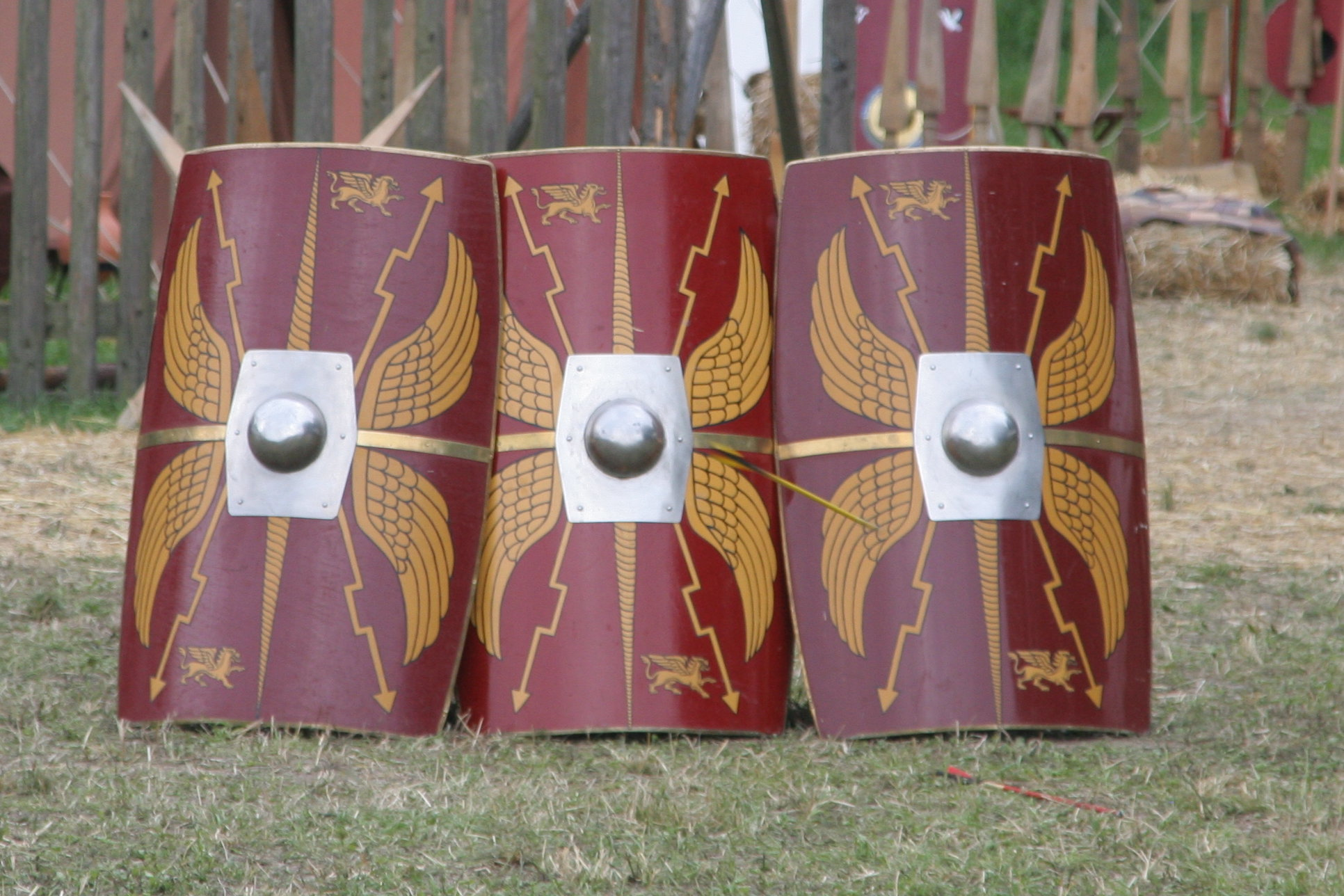
Réplicas de escudos romanos del

- Scutum: escudo del Imperio romano utilizado por la infantería pesada (legionarios). Partiendo del Clipeus griego, de forma circular, el scutum tenía una forma más adaptada a la forma del cuerpo humano. Podía ser ovalado o rectangular (forma de puerta), y estaba hecho de madera sólida o compuesto de un armazón de madera recubierta y de capas metálicas. Visto de costado, el scutum toma una forma curva que protegía mejor de ataques que provenían de los flancos. Aunque su perfil curvado permaneció inalterado a lo largo de los siglos, su forma cambió levemente. Durante los tiempos de la República era ovalada, y así se mantuvo algunos años durante el Imperio, hasta que se empezó a emplear la forma rectangular. Tenía un gran tamaño y constituía una excelente defensa para los legionarios romanos, sin que su peso llegase a ser una carga o un estorbo para quien lo portara. Refugiado tras él, el legionario neutralizaba las acometidas de los enemigos, para después, desde su posición guarnecida, atacar con su gladius, o espada corta romana. Su uso era esencial en las formaciones en tortuga, comúnmente empleadas por las legiones romanas durante el combate. Su uso se perdió en favor del escudo ovalado (de inspiración bárbara) de forma progresiva, a partir del siglo III.

## Partes de un escudo medieval

Escudo de lágrima con todas las partes de un escudo.

El escudo medieval estaba principalmente constituido de:
- Umbo. El umbo era la pieza que se coloca en la parte central externa de los escudos, para dar un carácter ofensivo a dicha arma diseñada inicialmente con fines defensivos.
- Enarmas. Eran las correas de cuero de agarre unidas a la parte posterior de los escudos.
- Tiracol. Eran las correas de cuero que a veces iban provistas de cinturón que servían para portar los escudos.
- Contera. Era la púa situado en la parte inferior que servía para reforzar los bordes y en algunos casos para clavar el escudo.
- Refuerzos radiales. Eran los refuerzos de metal alrededor del escudo que mejoraban su resistencia.